# Hachigatsu no Cinderella Nine
Hachigatsu no Cinderella Nine (八月のシンデレラナイン Hachigatsu no Shinderera Nain?, "Cinderella Nine in August")  es un juego free-to-play de móvil para iOS y Android publicada por Akatsuki y Kadokawa. Fue lanzado en Japón el 27 de junio de 2017. Una yonkoma comedia spin-off manga serie por Bkub Okawa titulado Hachi Nai Gaiden: Senryoku Gai! Katato-chan (ハチナイ外伝 戦力外！カタトちゃん?) Hachi Nai Gaiden: Senryoku Gai! Katato-chan (ハチナイ外伝 戦力外！カタトちゃん?)  and  y una novela titulada Hachigatsu no Cinderella Nine ～Before Summer～ (八月のシンデレラナイン ～before summer～?)  el sitio web oficial del juego se está serializando.
Una adaptación de ONA de 4 episodios de la serie de yonkoma titulada Katato the Animation (カタトTHEアニメーション?)  se transmitió entre mayo y junio de 2017, y una adaptación a serie de televisión anime del juego original de TMS Entertainment se transmitió del 7 de abril al 7 de julio de 2019. Una versión remasterizada del anime titulada "Cinderella Nine Re:fine" se empezó a emitir desde el 6 de julio de 2020 y contará con 13 episodios.

## Personajes
Tsubasa Arihara (?)
Seiyū: Nozomi Nishida
Tsubasa es una chica enérgica que funda el equipo de béisbol femenino y busca hacer amigos y hacer que se unan. Ella es optimista y difícil de bajar.
Ryō Shinonome (?)
Seiyū: Reina Kondō 
Un viejo rival de Tsubasa. Ella aspira a ser profesional y al principio rechaza al equipo por no tener mucha experiencia, afirmando que Tsubasa no se está tomando el juego en serio al jugar con ellos en lugar de jugadores de habilidades similares.
Yūki Nozaki (?)
Seiyū: Saki Minami
Una chica alta e insegura que al principio no se atreve a probar los deportes de equipo después de haber fracasado en el básquetbol y de sentir que abandonó a su equipo. Yuuki cambia de opinión y se une al equipo de béisbol después de ver cómo todos nos apoyan y se niega a juzgar las fallas de los demás.
Tomoe Kawakita (?)
Seiyū: Honoka Inoue
El mejor amigo de Tsubasa, a quien ella llama Tomocchi. El sensato Tomoe interpreta al hombre heterosexual ante las payasadas menos castigadas de Tsubasa.
Akane Ukita (?)
Seiyū: Yumiri Hanamori
Una chica tímida que usa una chaqueta con capucha de orejas de gato y habla en tercera persona. Akane no tiene talento en el béisbol, pero mejora rápidamente a medida que hace todo lo posible.
Waka Suzuki (?)
Seiyū: Yūbi Midorikawa
Una chica tsundere que tiene talento para la observación y la estrategia del béisbol, pero que debe ser convencida para jugar realmente después de ser decepcionada en la infancia. Su hermano de apoyo es parte de un prestigioso equipo de béisbol universitario.
Ayaka Nakano (?)
Seiyū: Yurika Takagi
Un reportero en ciernes que insiste en escribir historias para el periódico escolar, a pesar de que la escuela en realidad no tiene una. Pimientos "nya" en su discurso; Los subtítulos oficiales cambian esto a cat juegos de palabras.
Yoshimi Iwaki (?)
Seiyū: Nanami Yamashita
Un dramático segundo año de sangre caliente del escuadrón de porristas. Ella es conocida por no poder rechazar una solicitud.
Maiko Kurashiki (?)
Seiyū: Iori Saeki
Una chica de segundo año tranquila y compañera de clase de Yūki en la escuela primaria que sobresale en varios deportes como el dodgeball . A menudo se topa con la policía cuando sale de su casa por la noche para separarse de sus padres separados.
Kana Tsukumo (?)
Seiyū: Haruka Shiraishi
Un miembro del consejo estudiantil que supervisa los clubes deportivos.
Maria Hase (?)
Seiyū: Sarara Yashima
Aoi Asada (?)
Seiyū: Rika Tachibana
Un segundo año con poco tacto o espacio personal y talento para el detalle. Aoi termina sus oraciones con la partícula "no da" o "nano da". Extremadamente bueno en piedra, papel, tijeras .
Shiho Noumi (?)
Seiyū: Mewhan
Momoko Kakehashi (?)
Seiyū: Eriko Nakamura
Una maestra en la Escuela Secundaria Satogahama y la asesora del equipo.

## Medios de comunicación

### Videojuego
El juego móvil publicado por Akatsuki y Kadokawa se lanzó para iOS y Android el 27 de junio de 2017. Un tráiler animado de A-1 Pictures se transmitió antes de la publicación del juego el 31 de julio de 2016. El juego es free-to-play.

### Manga
Una de cuatro paneles comedia spin-off manga serie por Bkub Okawa titulado Hachi Nai Gaiden: Senryoku Gai! Katato-chan se está serializando en el sitio web oficial del juego junto con la novelización. Treinta y ocho capítulos del manga han sido lanzados hasta ahora.

### Novela
Una novela titulada Hachigatsu no Cinderella Nine ～ Before Summer ～ también se está serializando en el sitio web oficial junto con el manga de cuatro paneles. Doce capítulos de la novela han sido publicados hasta ahora.

### ONA
Entre mayo y junio de 2017 se transmitió una adaptación de ONA del manga de cuatro paneles titulado Katato the Animation en el sitio web oficial del juego y en el canal de YouTube, con cuatro episodios cortos. Mako Morino expresó los personajes en el anime.

### Anime
El 30 de julio de 2018, la cuenta oficial de Twitter del juego original anunció que se produciría una adaptación de la serie de televisión de anime del juego. El personal y la fecha de lanzamiento de la serie se anunciaron el 25 de octubre de 2018. La serie está dirigida por Susumu Kudo y animada por TMS Entertainment, con Jin Tanaka escrito los guiones y Takayuki Noguchi diseñó los personajes. El elenco repitió sus roles del juego. Se emitió del 7 de abril al 7 de julio de 2019 en TV Tokyo y otros canales. La transmisión del episodio 8 se retrasó por 3 semanas, debido a la cobertura del Abierto de Francia 2019.
El tema de apertura es "Etude" (エチュード?) realizado por Mewhan, mientras que el tema final es un cover de la canción de Noriyuki Makihara "Donna Toki mo" (どんなときも?), interpretada por Nozomi Nishida, Reina Kondō, Saki Minami y Honoka Inoue con sus respectivos nombres de personajes. Crunchyroll transmitió la serie.
| # | Título                                                                                                | Estreno             |
| --- | --- | ------------------- |
| 1 | «¡Jugar a la Pelota!» «Pureibōru!» (プレイボール!)                                                    | 7 de abril de 2019  |
| En la Escuela Secundaria Satogahama, la estudiante de primer año Tsubasa Arihara interrumpe la ceremonia de ingreso para promocionar a su equipo de béisbol recién formado, aunque su pequeño tamaño y estado oscuro lo convierten en una asociación con menos fondos que un club. Ella y el mejor amigo Tomoe Kawakita invitan a sus compañeros de clase Yūki Nozaki y Akane Ukita a inscribirse, pero se muestran reacios debido a su falta de confianza. Las niñas juegan un juego de pick-up con otros niños y, a pesar de sus problemas, Yūki y Akane aceptan unirse al equipo. | |                     |
| 2 | «Puede o no Puede» «Dekiru, Dekinai» (できる、できない)                                               | 14 de abril de 2019 |
| Los cuatro intentan encontrar un lugar para jugar, y finalmente se les presenta un campo demasiado grande y abandonado. Mientras compran el equipo de béisbol, conocen a Waka Suzuki, una compañera de clase que era miembro de un equipo de béisbol juvenil cuando era niña hasta que renunció después de un desempeño pobre. Ella declina su invitación, pero su conocimiento de las tácticas de béisbol y su amor por el deporte mientras practica con los miembros del club la convence de unirse. | |                     |
| 3 | «Vamos a Trabajar un Buen Sudor» «Kimochi yoku ase o kakō» (気持ちよく汗をかこう)                     | 21 de abril de 2019 |
| Además de practicar, las niñas retiran las malezas del campo e intentan reclutar nuevos miembros; finalmente, la animadora Yoshimi Iwaki, su amiga Aoi Asada y la periodista Ayaka Nakano acuerdan unirse. En una jaula de bateo, Tsubasa se encuentra con Ryō Shinonome, un antiguo oponente suyo durante sus días de béisbol junior. A pesar de la invitación de Tsubasa, Ryō la rechaza con la creencia de que el club no toma el deporte en serio. | |                     |
| 4 | «Aunque Podamos Pararnos en una Encrucijada» «Wakaremichi ni tatte mo» (分かれ道に立っても)           | 28 de abril de 2019 |
| En su torneo de la liga junior, Ryō y Tsubasa lideraron a sus respectivos equipos con diferentes ideologías: mientras Ryō enfatizaba el éxito, Tsubasa instó a sus compañeros a disfrutar del juego. Inspirado, el equipo de Tsubasa se recuperó para ganar. En el presente, Ryō prueba con un equipo profesional mientras el club la observa y la motiva. Cuando ella no hace la lista, decide unirse al club. | |                     |
| 5 | «¡Nuestro Primer Juego!» «Hajimete no Shiai» (はじめての試合！)                                       | 5 de mayo de 2019   |
| El equipo establece su alineación, adquiere nuevos uniformes y organiza un juego de práctica con Seijo High School, dirigido por Jinguji Sayaka. El lanzamiento de Ryō y las estrategias de bateo de Waka pusieron a Satogahama temprano, pero los jardineros de Seijo, quienes inicialmente estaban jugando fuera de posición, vuelven a sus roles habituales y llevan a su equipo a una victoria de 12-1. Cuando la lista de Satogahama se encuentra de nuevo, los jugadores expresan sus errores pero se mantienen optimistas. | |                     |
| 6 | «Qué Hacemos a Partir de Ahora» «Kore kara no Watakushi-tachi» (これからの私たち)                     | 12 de mayo de 2019  |
| Luchando con sus habilidades, Tomoe practica sola en un santuario hasta que se encuentra con Jinguji, quien acepta entrenar con ella. Cuando Yoshimi y Aoi ven a los dos, transmiten la noticia a Tsubasa, quien se enfrenta a Tomoe. Acusando a Tsubasa de mimarla, Tomoe termina su amistad. Después de que Tsubasa tiene una conversación con Jinguji, los dos se recuperan. | |                     |
| 7 | «El Sonriente Niño Perdido» «Egao no Maigo» (笑顔の迷子)                                              | 19 de mayo de 2019  |
| Dado que el equipo se está quedando sin fondos para mantener su equipo, las niñas deciden obtener empleos de medio tiempo y solicitan al consejo estudiantil que lo promueva de la asociación al estatus de club. La supervisora deportiva del consejo, Kana Tsukumo, asiste y participa en una práctica, mientras que Yūki invita a Maiko Kurashiki, una compañera de clase de la escuela primaria, a probar. Las habilidades de pitcheo de Maiko impresionan al equipo, pero su comportamiento antisocial y los incidentes con la policía debido a su situación en el hogar generan preocupación en el consejo. Cuando Kana se da cuenta de cómo el béisbol aleja a Maiko de sus problemas, la convence de que permanezca en el equipo como miembro permanente, mientras que Kana decide jugar bajo el pretexto de continuar con su evaluación. | |                     |
| 8 | «Mirando Hacia el Verano» «Natsu ni mukatte» (夏に向かって)                                           | 9 de junio de 2019  |
| Durante la práctica, Akane nota que las plantas florecen en los jardines. El club decide jugar en un torneo de verano, pero su consejero Momoko Kakehashi, quien también supervisa el club de kendo, no logra convencer a la facultad de que proporcione fondos adicionales para pagar el viaje. En respuesta, el equipo lanza una petición que obtiene apoyo de los otros estudiantes. Después de una discusión adicional, Momoko acepta renunciar a la supervisión del club de kendo hasta el final del torneo. Cuando regresan al campo, el equipo aprende que las plantas son girasoles de un parche cercano, que deciden regar y tratar hasta que sus jardines se llenen con la flor. | |                     |
| 9 | «Tener la Espalda del Otro y Divertirse» «Minna de tsunaide, tanoshinde» (みんなでつないで、楽しんで) | 16 de junio de 2019 |
| Después de escuchar que Seijo High está organizando un campo de entrenamiento, Satogahama decide hacer lo mismo en el santuario, supervisado por el sacerdote que ama el béisbol. A medida que avanza el campamento, el sacerdote ofrece consejos para arreglar la mecánica de los jugadores, aunque Ryō comenta que nunca lo había visto. Tras investigar más, se dan cuenta de que falta en sus videos de entrenamiento y creen que es un fantasma, asustándolos. Sin darse cuenta de esto, Yūki practica sus lanzamientos con el sacerdote hasta que él desaparece; luego se reveló que había muerto en el pasado, pero su hija comenta que el verano es su temporada favorita como fanático del béisbol. Cuando regresan del campamento y practican como de costumbre, ven a una niña observándolos.                                          | |                     |
| 10 | «Alas en la Espalda» «Senaka ni tsubasa» (背中に翼)                                                   | 23 de junio de 2019 |
| Con dos semanas hasta el torneo, el equipo organiza un juego de entrenamiento contra Kogetsu High School, que había alcanzado los nacionales el año anterior y cuyo lanzador Kosaka Tsubaki estaba observando su práctica. Antes del juego, Tsubasa crea una nueva alineación que deja a Tomoe y Akane como entrenadores de base. Al enfrentarse a los jugadores de tercera cuerda de Kogetsu, Satogahama toma rápidamente la delantera, aunque Akane expresa dudas sobre su papel. Convencida por Tsubasa de continuar, ella ofrece estrategias de base y de campo que ayudan al equipo. Con su equipo a la zaga, Kosaka finalmente interviene, pero Tsubasa registra la final para conseguir la victoria 5–4. | |                     |
| 11 | «Comienza el Torneo Nacional» «Zenkoku Taikai ga Hajimaru» (全国大会がはじまる)                       | 30 de junio de 2019 |
| Para abrir el torneo, Satogahama está programado para jugar una revancha con Seijo High. En su viaje, los dos equipos se encuentran en su parada de descanso, durante la cual Tsubasa y Jinguji discuten sus diferencias en la importancia de la camaradería del equipo. Al día siguiente, Satogahama abre el juego con una nota fuerte cuando Jinguji y sus compañeros de equipo cometen numerosos errores, incluso permitir paseos, que ponen al primero al frente. | |                     |
| 12 | «El Verano Más Caluroso de Todos los Tiempos» «Sekai de ichiban atsui natsu» (世界で一番あつい夏)     | 7 de julio de 2019  |
| Mientras conversa con sus compañeros de equipo, Jinguji es instado por su receptor a no cargar demasiado con la carga del equipo y permitir que sus compañeros contribuyan. Inspirado, Seijo comienza a recuperarse, mientras que las lesiones de Aoi y Maiko obligan a Tomoe y Yūki a asumir el control, incluido este último en el lanzador. Yūki lucha para lanzar con precisión desde el principio, pero Satogahama sigue siendo competitiva mientras se adapta. Waka consigue la final para asegurar la victoria para Satogahama. Aunque son eliminados en la segunda ronda, su éxito atrae a nuevos miembros al club. | |                     |

Una nueva versión del anime titulada Hachigatsu no Cinderella Nine Re:fine, empezó a emitirse desde el 6 de julio en TV Tokyo, TV Osaka y TV Aichi, y el 7 de julio a AT-X. Esta emisión usará la versión del anime que se incluía en los Blu-rays, la cual contenía varios retoques de animación. También sumará un nuevo episodio adicional como contenido especial.